# Черноглав тъкач
Черноглав тъкач (Ploceus melanocephalus) е вид птица от семейство Ploceidae.

## Разпространение и местообитание
Разпространен е в Бенин, Буркина Фасо, Бурунди, Гамбия, Гана, Гвинея, Гвинея-Бисау, Еритрея, Етиопия, Замбия, Камерун, Кения, Демократична република Конго, Република Конго, Мавритания, Мали, Нигер, Нигерия, Руанда, Сенегал, Судан, Танзания, Того, Уганда, Централноафриканската република, Чад и Южен Судан.